# Pietenpol Air Camper
O Pietenpol Air Camper é um avião de construção caseira simples com asa parasol projetado por Bernard H. Pietenpol. O primeiro protótipo que se tornou o "Air Camper" foi construído e pilotado por Pietenpol em 1928.

## Desenvolvimento

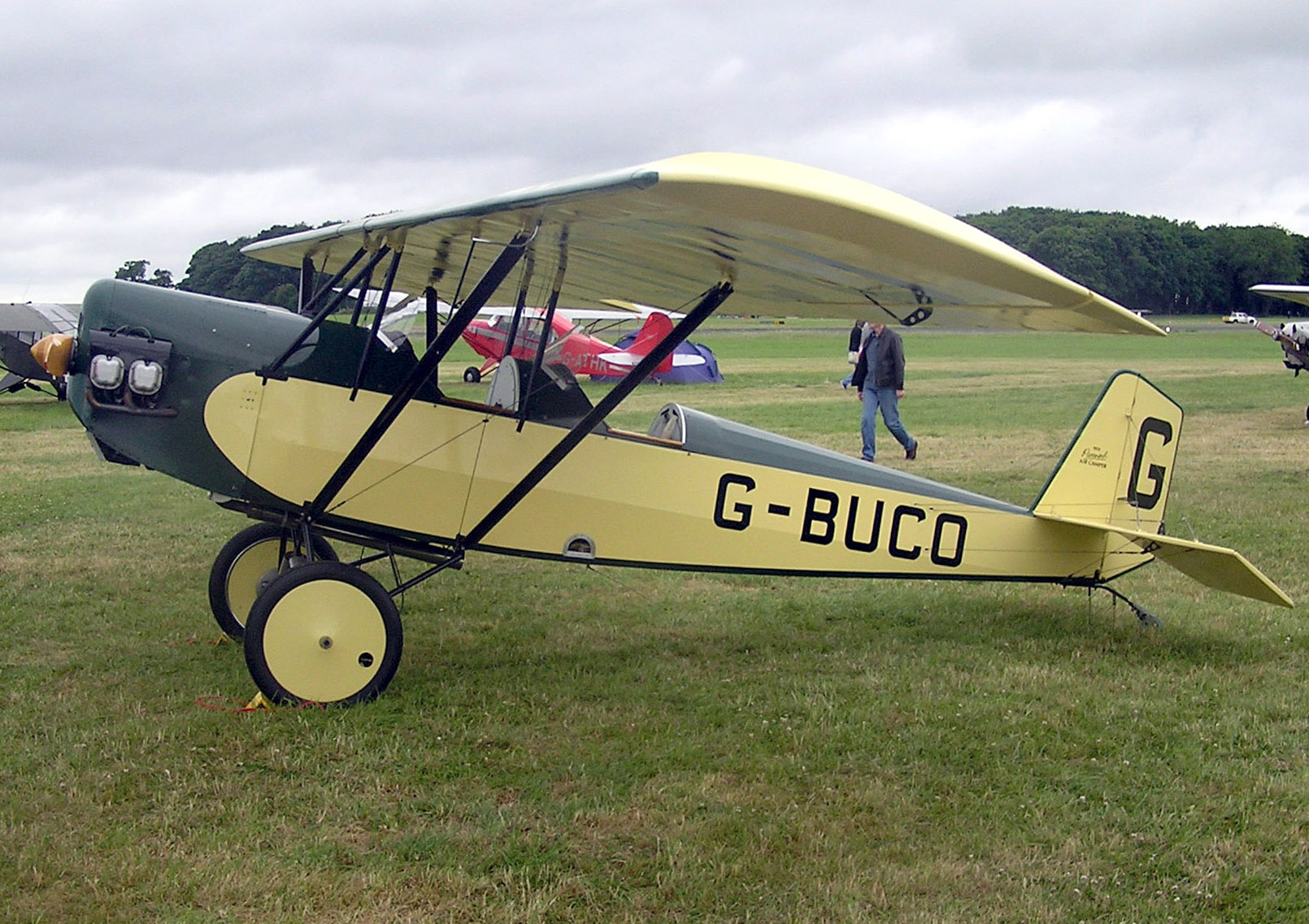
Variante britânica do Pietenpol Air Camper.

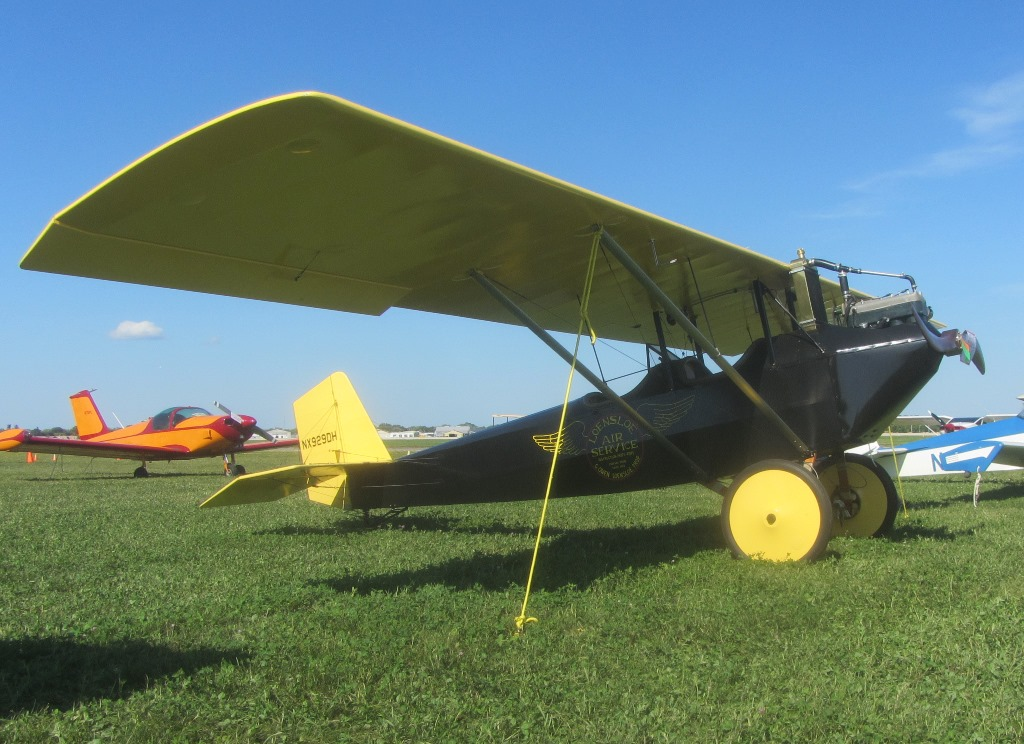
Um Air Camper com motor "Ford Model A".

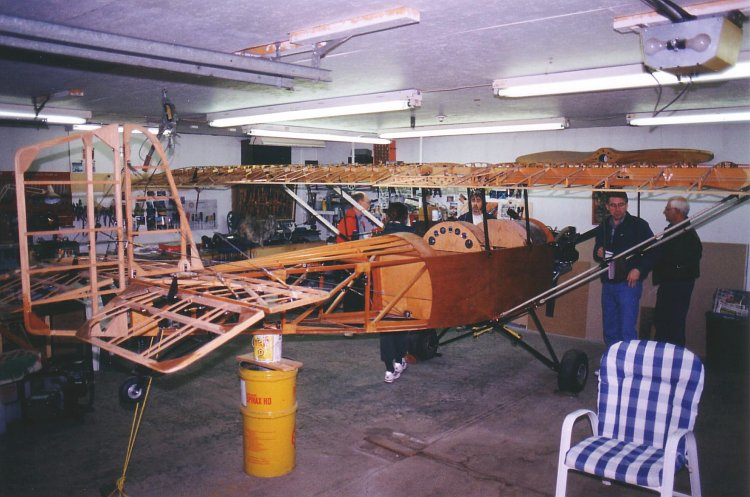
Um Pietenpol Air Camper em construção, exibindo sua estrutura.

O Air Camper foi projetado para ser construído em abeto e madeira compensada. Um dos objetivos de Pietenpol era criar um avião que fosse acessível e fácil de construir para os construtores caseiros. Construir um Air Camper requer habilidades e ferramentas básicas de marcenaria. Os construtores também precisam fabricar alguns acessórios de metal para unir as peças de madeira. Alguma soldagem é necessária. Os planos para o Pietenpol Air Camper foram originalmente publicados em uma série de quatro partes no Manual "Flying and Glider" de 1932-33.
O modelo original foi pilotado usando um motor "Ace" de quatro cilindros refrigerado a água. O motor "Ford Model A" mais tarde tornou-se o motor padrão usado; o projeto foi lançado pela primeira vez com um desses motores em maio de 1929.
Na década de 1960, Bernard Pietenpol começou a preferir os motores "Corvair Flat Six" convertidos usados no Chevrolet Corvair. Esses motores eram mais potentes, suaves e significativamente mais leves, em comparação com o "Model A", e era semelhante aos já disponíveis para uso em aviação geral. O comprimento de um Pietenpol varia com as opções de motor, pois motores mais leves precisavam ser montados mais à frente por razões de balanceamento de peso. Ao longo dos anos, mais de 30 motores diferentes voaram no Pietenpol Air Camper. Muitos construtores modernos do Pietenpol preferem os "flat four" refrigerados a ar Continental A65, C85 ou C90. Vários exemplares do Air Camper foram construídos na Europa e em 2012 ainda estavam voando.
Nas décadas de 1920 e 1930, os kits estavam disponíveis para o projeto, mas não havia nenhum disponível novamente até 2015, quando a "Pietenpol Aircraft Company" introduziu uma versão em kit do Air Camper, com componentes sendo fornecidos pela Aircraft Spruce & Specialty. O kit inclui todas as peças, exceto o motor, dope, tecido e peças metálicas.

## Variantes

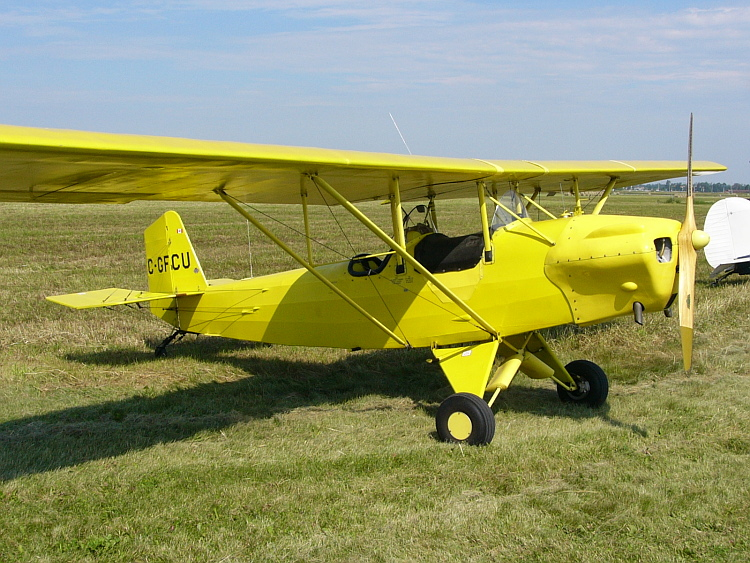
Grega GN-1 Aircamper.

Pietenpol Sky Scout
Bernard Pietenpol também projetou e publicou planos para uma versão de assento único da aeronave chamada "Pietenpol Sky Scout", que era um pouco menor e era movida pelo motor Ford Model T. Durante o final da década de 1920 e início da década de 1930, isso era mais barato do que o Model A usado no Air Camper.
UK LAA-approved Pietenpol Air Camper
Em alguns países, a aprovação da autoridade de aviação civil é necessária para cada projeto de aeronave experimental, além da aprovação de cada aeronave que um indivíduo fabrica, como nos EUA. Uma variante do Pietenpol Air Camper foi projetada pelo Sr. J. K. Wills, e a aprovação da "Light Aircraft Association" do Reino Unido foi obtida para esta variante.
Grega GN-1 Aircamper
Um design caseiro semelhante ao Air Camper usando asas do Piper Cub.
St Croix Pietenpol Aerial
Uma adaptação de biplano, projetada por Chad e Charles Willie e produzida pela St Croix Aircraft de Corning, Iowa, voou pela primeira vez em 1977.
St Croix Pietenpol Aircamper
Uma adaptação do projeto original com mais envergadura, fuselagem mais longa e maior peso bruto.

## Especificações (Air Camper típico)
Dados de: Pietenpol Official Pietenpol Air Camper Family Website
Descrições gerais
- Tripulação: 1 piloto
- Capacidade: 1 passageiro
- Comprimento: 5,39 m (18 ft)
- Envergadura: 8,84 m (29 ft)
- Altura: 1,98 m (6,5 ft)
- Área alar: 12,5 m² (135 ft²)
- Peso vazio: 277 kg (611 lb)
- Peso bruto (carregado): 452 kg (996 lb)

Motorização
- Número de motores: 1x
- Tipo do motor: Ford Model A de quatro cilindros em linha (conversão automotiva)
- Potência por motor: 40 hp (29,8 kW)

Performance
- Velocidade máxima: 160 km/h (99,4 mph)
- Razão de subida: 2.5 m/s
- Carga alar: 36 kg/m²